# Bahłajky
Bahłajky (ukr. Баглайки) – wieś na Ukrainie, w obwodzie chmielnickim, w rejonie chmielnickim, w hromadzie Krasiłów. W 2001 liczyła 205 mieszkańców.